# Hoge vertegenwoordiger voor Bosnië en Herzegovina

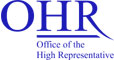
Het logo.

De  hoge vertegenwoordiger voor Bosnië en Herzegovina is een functie die in 1995 gecreëerd werd als onderdeel van de Dayton-akkoorden om als hoofd van het Kantoor van de Hoge Vertegenwoordiger in Bosnië en Herzegovina toe te zien op de implementatie van de civiele aspecten van dit akkoord. Hij vertegenwoordigt de landen die betrokken waren bij het vredesakkoord die verenigd zijn in de Vredesuitvoeringsraad. Hij was van 2002 tot 2011 ook de speciale vertegenwoordiger van de Europese Unie.
In december 1997 kreeg de hoge vertegenwoordiger substantieel meer macht van de Vredesuitvoeringsraad om de uitvoering van het vredesakkoord door te drukken. Hij kon nu bindende beslissingen nemen als de lokale politiek ergens niet uit raakte en functionarissen die zich niet aan het akkoord hielden de laan uitsturen. Daardoor kwam er ook kritiek op zijn positie omdat hij enkel verantwoording verschuldigd was aan de Vredesuitvoeringsraad en er geen beroep mogelijk was tegen zijn beslissingen.

## 5+2-agenda
Onder Christian Schwarz-Schilling – onder druk van de Raad van Europa en een grotere betrokkenheid van de EU – begon de hoge vertegenwoordiger zich minder te mengen in het politieke leven in Bosnië en Herzegovina. Daarom besliste de PIC om zijn mandaat op 30 juni 2008 te beëindigen. Dat leidde tot ontgoocheling bij de Bosniërs, ngo's en politici. In februari 2008 werd beslist de beëindiging van het mandaat te koppelen aan een aantal vereisten waaraan de autoriteiten van Bosnië en Herzegovina moesten voldoen; de zogenaamde 5+2-agenda:
- Een aanvaardbare en duurzame oplossing voor de verdeling van eigendommen tussen de staat en andere bestuursniveaus,
- Een aanvaardbare en duurzame oplossing voor defensie-eigendommen,
- Het voltooien van de zogenaamde Final Award[1][2] in het district Brčko,
- Fiscale onderhoudbaarheid (sinds mei 2010 bereikt),
- Verankering van ordehandhaving (sinds mei 2010 bereikt).

De Stuurraad van de PIC voegde hier nog twee vereisten aan toe:
- Ondertekening van een stabilisatie- en associatieovereenkomst met de EU (op 16 juni 2008 gebeurd),
- Een positieve beoordeling van de situatie in Bosnië en Herzegovina door de PIC-Stuurraad gebaseerd op de volledige uitvoering van het Vredesakkoord van Dayton.

Voortdurende onenigheid tussen de belangrijkste politieke partijen in Bosnië en Herzegovina hebben tot op heden de volledige uitvoering van deze punten verhinderd.

## Hoge vertegenwoordigers
Tot nog toe was de hoge vertegenwoordiger altijd afkomstig uit een EU-land, terwijl zijn eerste afgevaardigde altijd een Amerikaan was die het district Brčko onder zijn hoede had.
| Naam                        | Land                | Ambtstermijn     | Ambtstermijn     |
| --------------------------- | ------------------- | ---------------- | ---------------- |
| Carl Bildt                  | Zweden              | 14 december 1995 | 17 juni 1997     |
| Carlos Westendorp           | Spanje              | 18 juni 1997     | 17 augustus 1999 |
| Wolfgang Petritsch          | Oostenrijk          | 18 augustus 1999 | 26 mei 2002      |
| Paddy Ashdown               | Verenigd Koninkrijk | 27 mei 2002      | 31 januari 2006  |
| Christian Schwarz-Schilling | Duitsland           | 1 februari 2006  | 30 juni 2007     |
| Miroslav Lajčák             | Slowakije           | 1 juli 2007      | 28 februari 2009 |
| Valentin Inzko              | Oostenrijk          | 1 maart 2009     | 31 juli 2021     |
| Christian Schmidt           | Duitsland           | 1 augustus 2021  | heden            |